# 何福堂

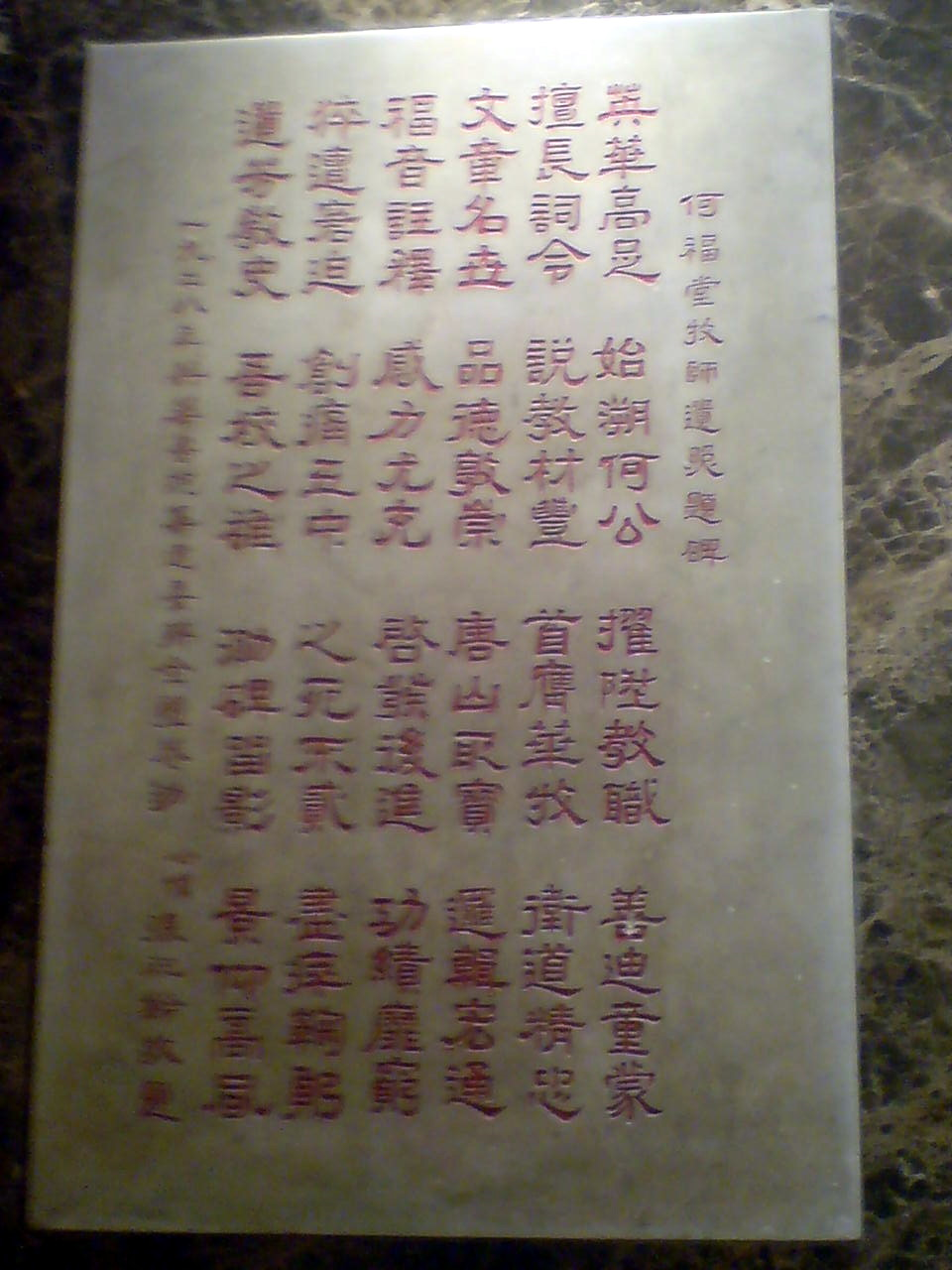
於英華書院的何福堂牧師遺照題碑

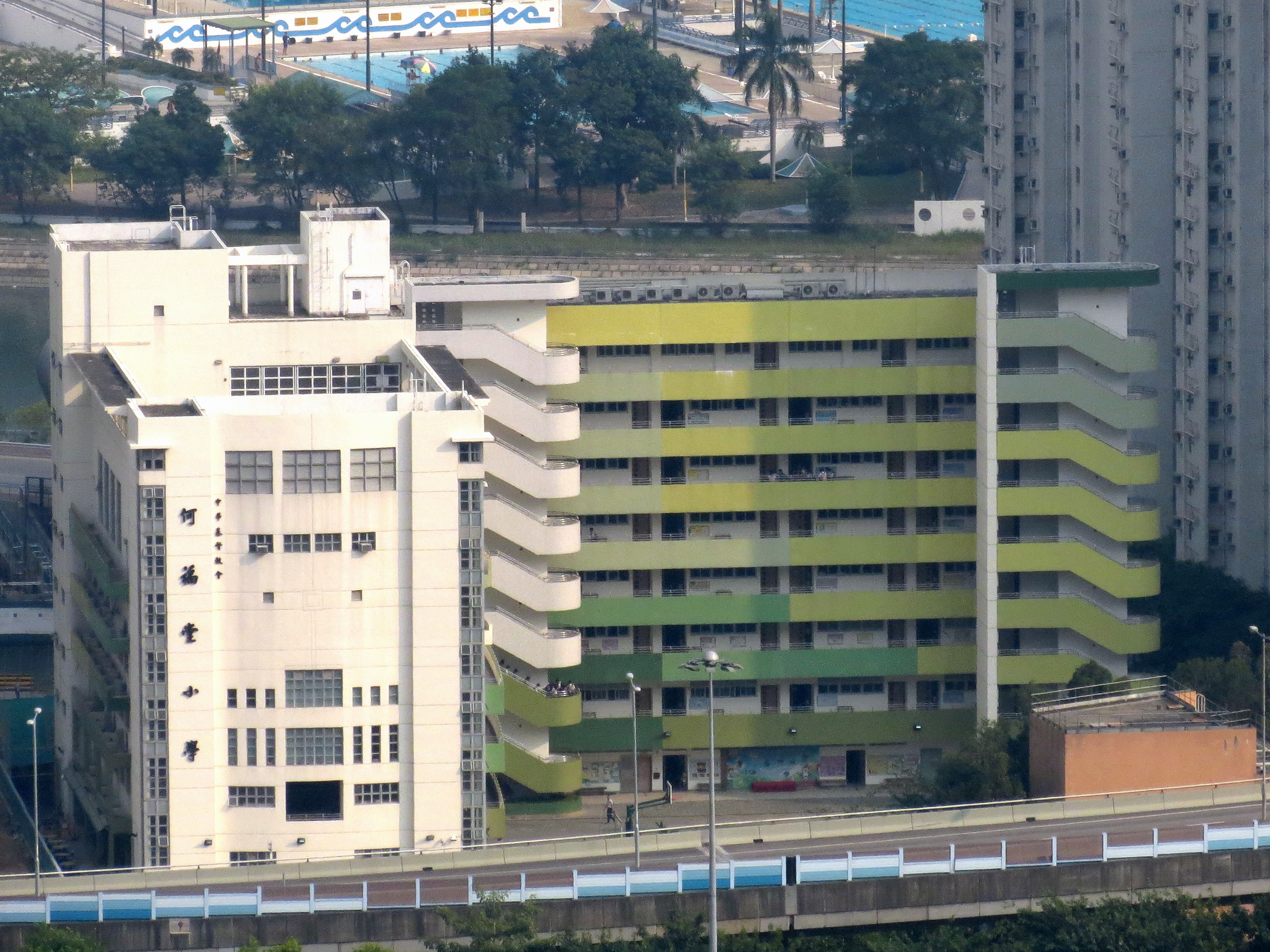
中華基督教會何福堂小學

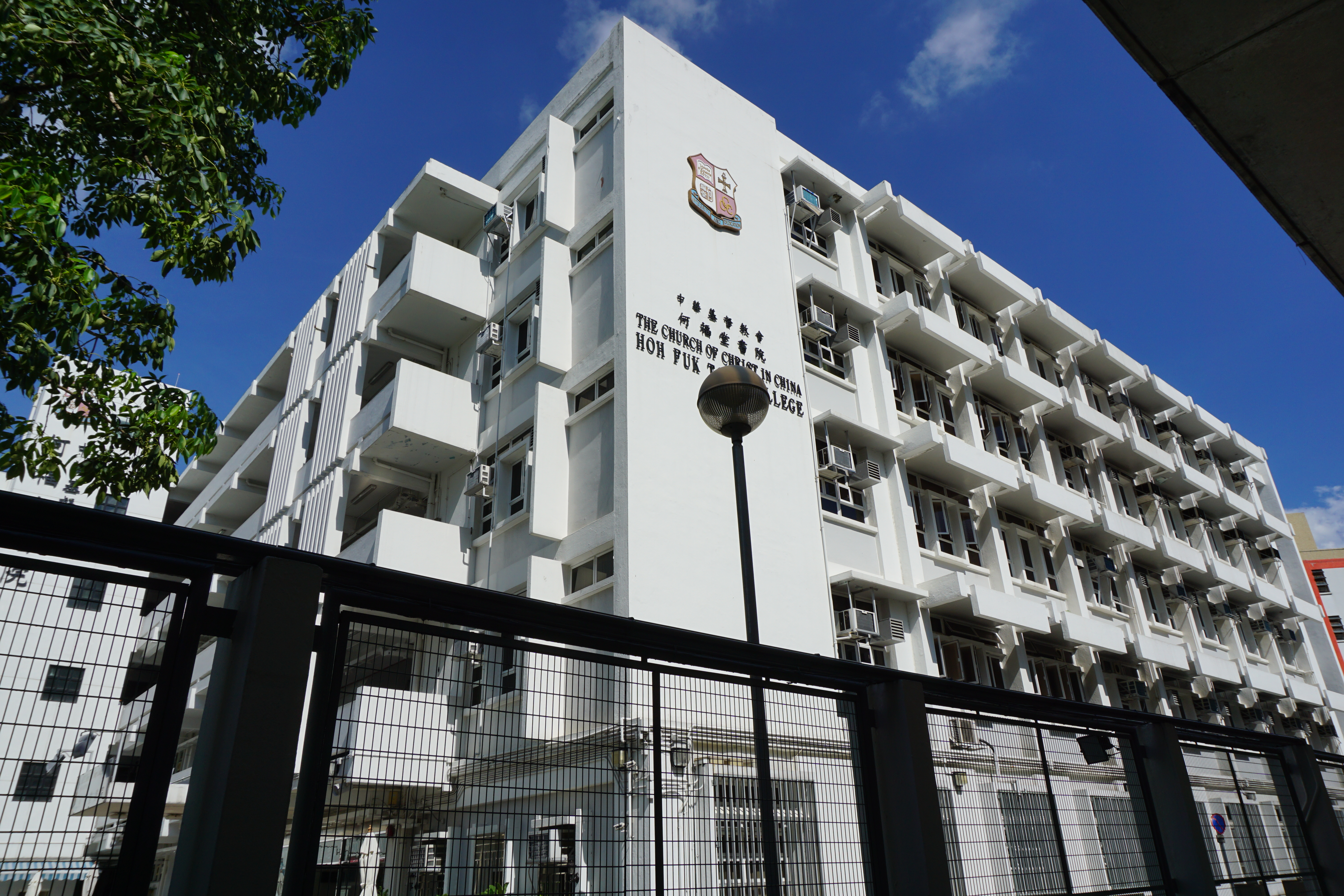
中華基督教會何福堂書院

何福堂（1817年—1871年），原名何進善，福堂是他的號。香港牧师。何福堂家族奠基者。

## 簡歷
1817年生於中國廣東省佛山市南海區西樵山。父親早年赴南洋謀生，在馬六甲英華書院當雕版工人。何福堂少有聰慧，因家貧未能順利升學，後到馬六甲入讀英華書院，又隨理雅各牧師學習神學、希伯來文和希臘文。曾任英華書院教職，兼助理雅各牧師教堂服務。1843年，理雅各將英華書院遷到香港，何福堂隨校而至；繼續學習神學，並兼教會傳道工作，至1846年被倫敦傳道會按立為牧師，何福堂可說是中國继梁发后的第二位被按立的華人傳道者，第一位華人牧師。他接替返英的理雅各牧師在佑寧堂牧養。後又被派往佛山和廣州兩地傳道。除傳道外，早年作大量地產投資，其財富更為子女在本地或送到英國就學西式教育的財政來源。

## 家庭
何福堂牧師有七子六女，次女何妙齡，是今日那打素醫院的其中一位創辦人，其夫伍廷芳為香港首個華人立法局議員並曾任中華民國國務總理。兒子何衛臣是19世紀香港第一位獲批准的執業律師。另一兒子何啟是19世紀至20世紀初香港的華人領袖。
- 長子何神賜（？－1890）－即何賜，1890年病逝於故鄉西樵
- 次子何神添（？－1908）－即何添，1873年任職香港政府傳譯，1875-1895年從事地產生意後破產，1908年病逝於香港
- 三子何神光（？－？）－早殤
- 四子何神保（？－1898）－即何衛臣（Wyson Ho），1887年英國返港，為香港第一位華人執業律師
- 五子何神啟（1859－1914）－即何啟爵士（Sir Kai Ho），1882年英國返回香港，為西醫、大律師、醫科教授、商人、定例局議員，香港華人領袖
- 六子何神寧（？－？）－早殤
- 七子何神祐（？－？）－即何祐，早年任香港政府傳譯及何衛臣文書，1897年隨伍廷芳到美國，1900年任三藩市領使
- 長女（？－？）－丈夫黃寬第一位華人留學英國畢業生，第一位華人西醫，後離婚[2][3]
- 二女何玫瑰[4]（1847－1937）－即何妙齡、何妹貴[5]，丈夫伍才（伍廷芳）（1842－1922）為香港及清末民初政治家，曾任香港定例局議員、清末洋務委員及民初外交部長，兒子伍朝樞亦曾任民初外交部長。1882年何妙齡與弟何添的地產投資失利後，隨丈夫到清朝及民國政府從政，1922年丈夫病逝後返港，憑藉丈夫的遺產及在上海的地產投資累積的資金作慈善工作，巨額捐款建合一堂新堂，設立英華書院獎學金及何妙齡醫院[4]
- 三女何珍丹[4]（1855－1961）－即何箕齡，丈夫趙秉鈞為清末民初政治家，曾任中华民国国务总理。有曾孫趙泰來[6]為知名文物及藝術收藏家
- 四女何梅丹[4]（？－？）－不詳
- 五女何秀丹[4]（1866－1894）－即何晚貴[5]，丈夫曾篤恭為中國留美幼童，後離婚，有一女Tsang Ti Shi Daisy[4]
- 六女何素梅[4]（？－？）－即何十三[5]，丈夫馮氏，與二姐何妹貴為五姐何晚貴的遺囑承辦人

## 紀念建築
1963年，中華基督教會將屯門市區中學命名為「何福堂中學」（現稱何福堂書院）以記念他在香港的貢獻。1992年，輕鐵綫屯門支線（第二期發展路線）開啟，在鄰近何福堂書院設有車站，並取名為何福堂站，此站為香港鐵路系統中唯一以華人人名命名之車站。